# Sabata
Sabata (wł. Ehi amico... c'è Sabata. Hai chiuso!) – włoski spaghetti western z 1969 w reżyserii Gianfranco Paroliniego. Jest to pierwszy film z trylogii Sabata Paroliniego, gdzie w tytułową rolę wcielił się Lee Van Cleef. Ścieżkę dźwiękową napisał Marcello Giombini.

## Fabuła
Akcja filmu toczy się w Stanach Zjednoczonych w latach po wojnie secesyjnej. Miasteczko o nazwie Red Hill zostało niedawno okradzione przez grupę bandytów, którzy napadli na bank i zrabowali dużą sumę pieniędzy. Po tym wydarzeniu pojawia się tajemniczy mężczyzna – Sabata, były wojskowy i profesjonalny łowca nagród, który zgłasza się do lokalnego szeryfa, oferując pomoc w odzyskaniu skradzionych pieniędzy.
Sabata nie kieruje się jednak pobudkami altruistycznymi, lecz własnymi interesami i zamiłowaniem do zysku. Ma swój plan i nie zamierza angażować się w żadne moralne dylematy. Szybko odkrywa, że bandyci ukryli skradzione pieniądze, ale sytuacja okazuje się bardziej złożona, niż początkowo sądził – nie chodzi tylko o rabunek, lecz także o korupcję wśród lokalnych władz.
W trakcie śledztwa Sabata odkrywa mroczne powiązania, w które zamieszane są osoby uchodzące za niewinne, a także napotyka innych, którzy starają się wykorzystać chaos dla własnych celów. Bohater, posługując się swoimi umiejętnościami, dąży do odkrycia, kto stoi za tym wszystkim, i realizuje własny plan, nie zważając na zasady moralne. Na jego drodze stają nie tylko bandyci, ale także lokalni „władcy” społeczności, którzy również mają swoje interesy.

## Obsada
- Lee Van Cleef – Sabata
- William Berger – Banjo
- Ignazio Spalla – Carrincha
- Aldo Canti – Indio
- Linda Veras – Jane
- Franco Ressel – Stengel
- Antonio Gradoli – Ferguson
- Robert Hundar – Oswald
- Gianni Rizzo – Sędzia O'Hara[4]